# Kloster Thierhaupten

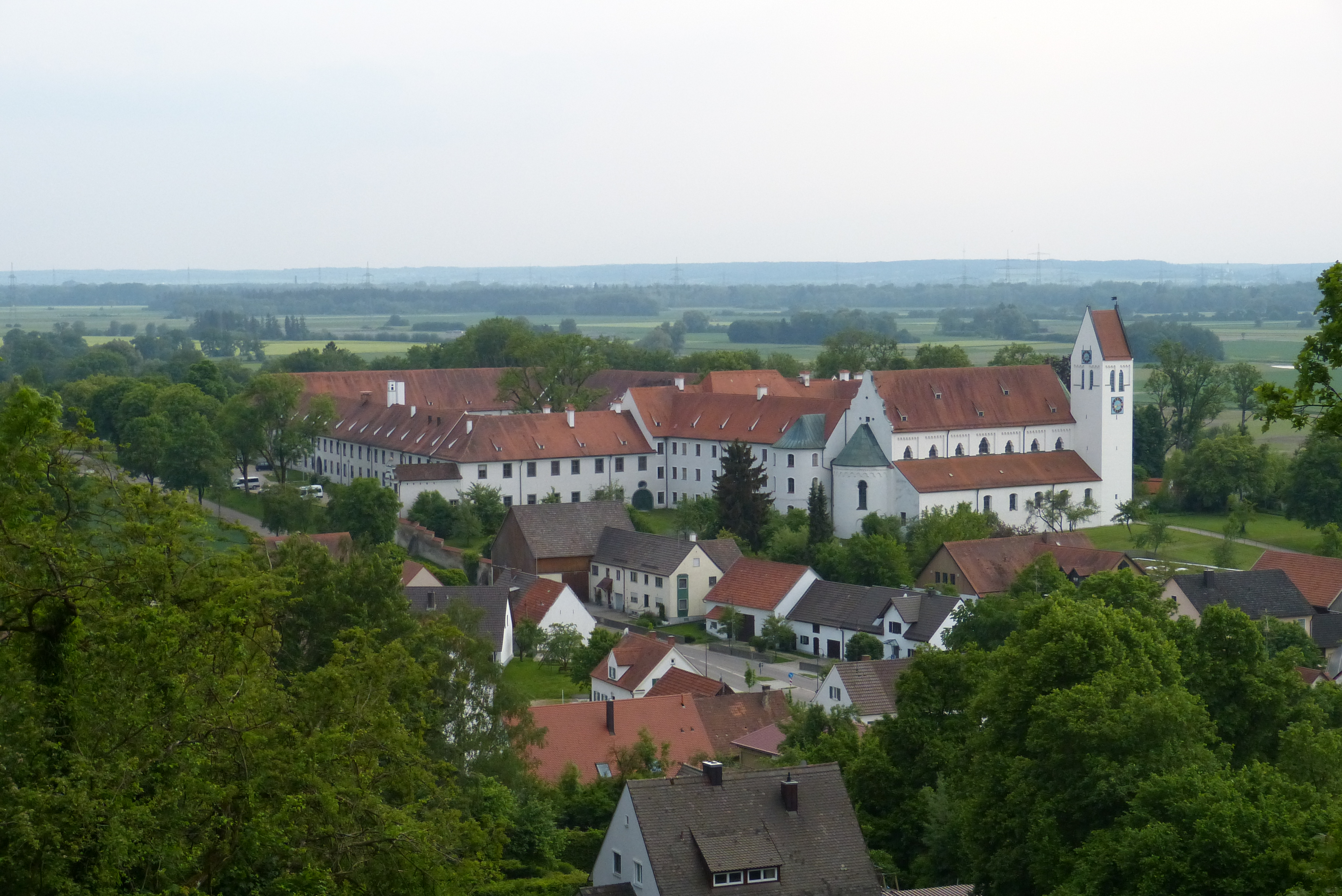
Kloster Thierhaupten

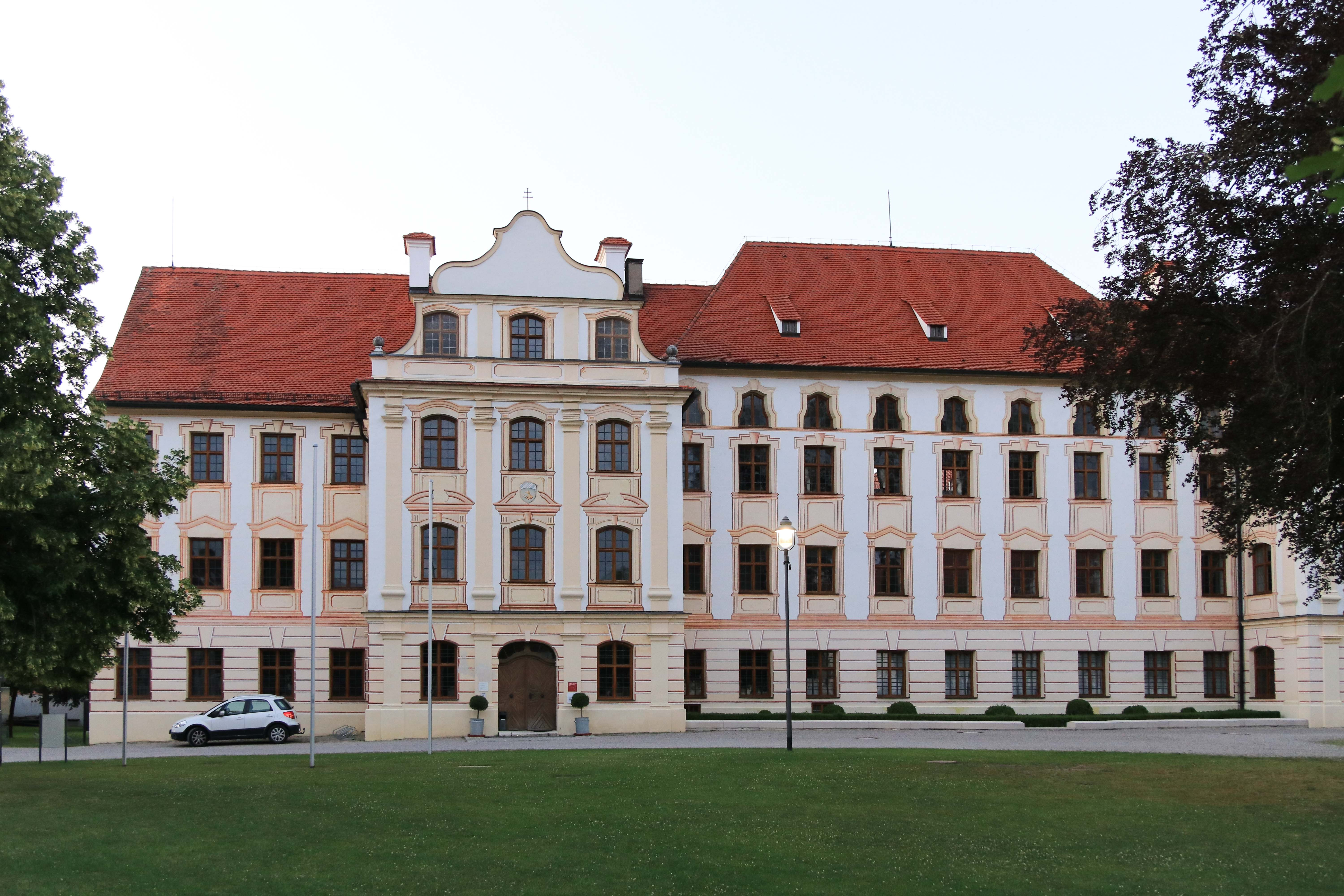
Hauptgebäude vom Innenhof aus

Das Kloster Thierhaupten ist eine ehemalige Abtei der Benediktiner in Thierhaupten in Bayern in der Diözese Augsburg.

## Geschichte

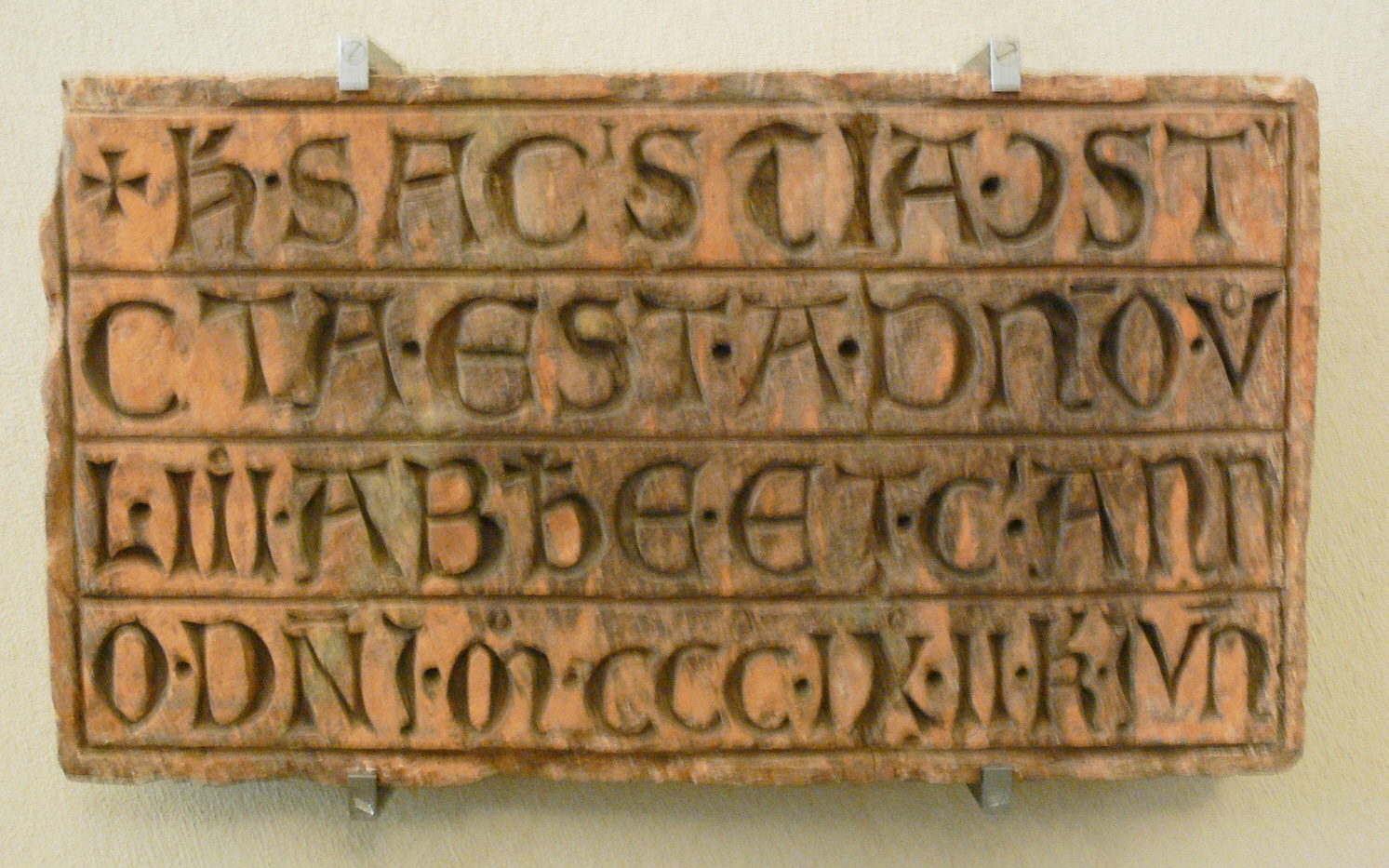
Inschriftentafel über Bau und Weihe der Sakristei in Thierhaupten, 1309 (Bayerisches Nationalmuseum, München)

Das St. Peter und Paul geweihte Kloster wurde durch Herzog Tassilo III. von Bayern im 8. Jahrhundert gegründet. Im Jahr 955 erfolgte eine Plünderung im Zuge des Ungarnstürme. Das Kloster wurde durch Gebhard I. und Rapoto von Hohenwart wieder errichtet und neu ausgestattet. Der Schwäbische Bund zerstörte das Kloster im Jahr 1504. Das Kloster wurde 1803 im Zuge der Säkularisation aufgelöst. Der Besitz des Klosters wurde im April 1803 versteigert, die Klostergebäude an den Donauwörther Bürgermeister und Gastwirt Andreas Dietrich (1756–1828) verkauft. Der letzte Abt des Klosters, Edmund Schmid († 2. Dezember 1825), geboren  wirkte als Pfarrer in Thierhaupten und erwarb für 1100 Gulden im Jahre 1812 die Klosterkirche für die Pfarrei. Nach 180 Jahren privater, gutsherrschaftlicher Nutzung kaufte der Markt Thierhaupten 1983 die desolate Klosteranlage und sorgte für die dringend notwendige und umfangreiche Substanzsicherung und Sanierung, die gemeinsam von Gemeinde, Freistaat Bayern, Bezirk Schwaben und Landkreis Augsburg getragen wurde.

### Äbte
| Amtsjahre | Lebenszeit            | Namen                 | Kommentar |
| --------- | --------------------- | --------------------- | --- |
| 1304–1313 | ca. 1280–?            | Ulrich von Raitenbuch | Letzter Angehöriger des Ministerialgeschlechtes „de Raitenbuch“. Er verstarb im Kloster Hl. Kreuz zu Donauwörth. |
| 1457–     | –11.09.1468           | Thomas von Gerzen     | [ 3 ] |
| 1502–     | 1455–1511             | Peter Wagner          | Auch Prior von St. Ulrich und Afra in Augsburg                                                                   |
| 1553–1597 | 1526/27–1597          | Benedikt Gaugenrieder | Als er am 6. Juni 1597 im Alter von 71 Jahren starb, hinterließ er geordnete Verhältnisse.                       |
| 1677–1700 |                       | Benedikt Sartorius    | Starb am 21. November 1700                                                                                       |
| 1701–1714 |                       | Joseph Frantz         | Wappen: Vogel |
| 1801–1803 | 10.01.1752–02.12.1825 | Edmund Schmid         | Letzter Abt des Klosters vor der Säkularisation                                                                  |

Erhalten ist eine restaurierte Äbte-Galerie.

## Klostermühlen
Zum Kloster gehörten diverse Mühlen: eine Getreidemühle, eine Papiermühle, eine Ölmühle, sowie eine Sägemühle.
Interessant ist indes, dass das Kloster in Spanischen Erbfolgekrieg 1703 bis 1704 durch die
Österreicher geplündert worden ist, wobei in Zimmern und Zellen des Klosters die Fenster und Öfen zerschlagen wurden, das Getreide auf den Kasten und vom Felde weggenommen, die Papier und eine Getreidemühle «auf den Stumpf niedergebrannt» wurden.

### Papiermühle

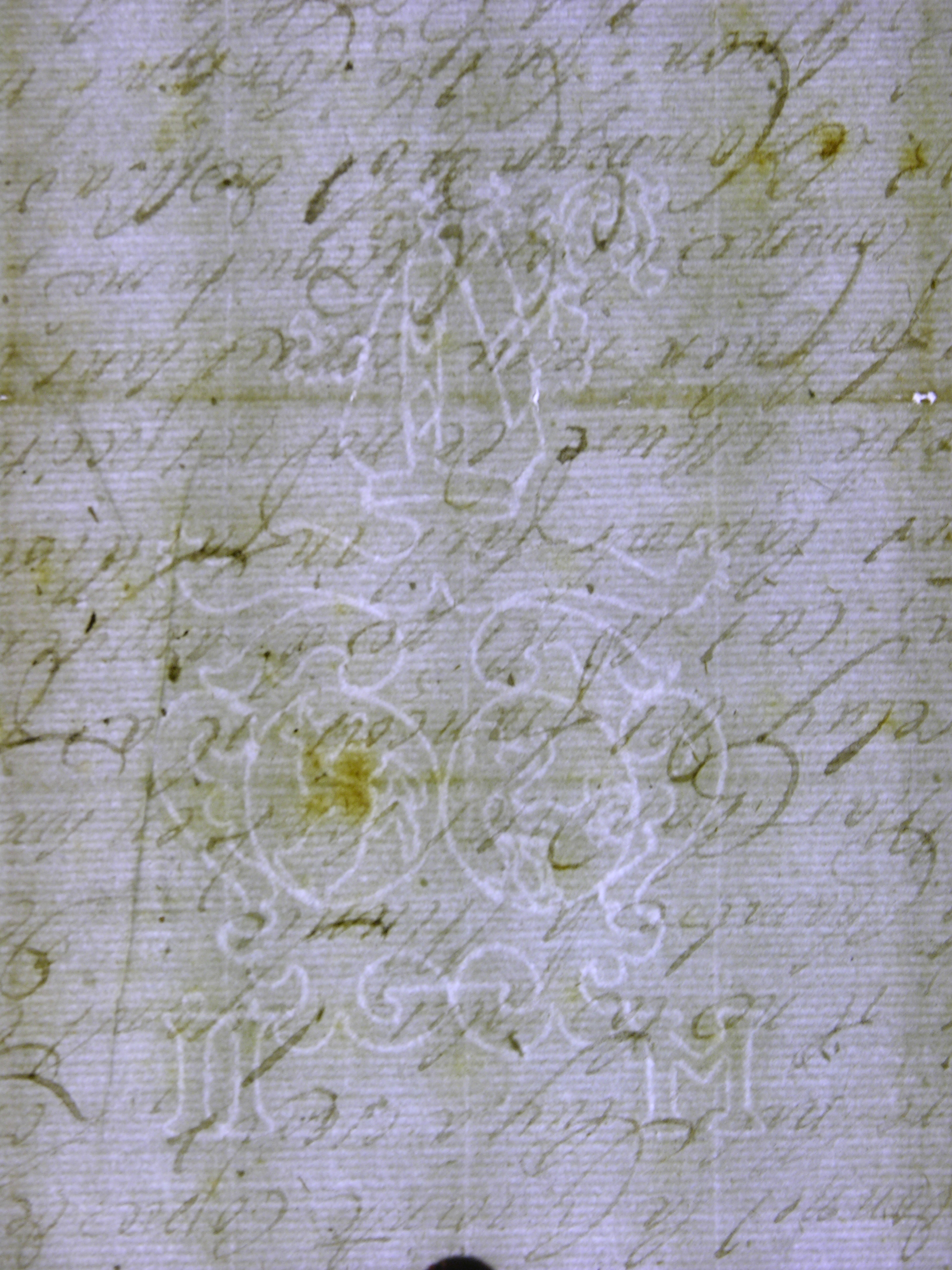
Wasserzeichen auf einem Brief vom 11. Juli 1703 von André Falquet.

Die Papiermühle, welche zur Benediktinerabtei Thierhaupten am Achflüsschen
gehört, bestand seit 1609, wobei jene Bogen, die die Mühle als
Naturalabgaben alljährlich an das Kloster zu liefern hatte, jeweils ein heraldisches Wasserzeichen tragen, welches das Klosterwappen darstellt: Ein Doppelwappen, dessen einer Schild den
Oberkörper einer Hirschkuh (in der Jägersprache = Tier) trägt, während auf dem anderen Schild das stets wechselnde persönliche Wappenbild des jeweiligen Abtes sichtbar ist. Von 1701 bis 1714 war dies ein Vogel des Abtes Frantz.
„Diese Papiere fanden in der Klosterschreibstube ebenso Verwendung, wie beim Binden des Gemeinderechtsbuches, von Saalbüchern, Nekrologien und anderen jetzt im Archiv verwahrten Schriften.“
Wasserzeichen
Die Beschreibung des Wasserzeichens auf einem Brief von 1703 lautet: „Zwei Kreise, links mit Oberkörper einer Hirschkuh, rechts mit Hahn. Um die Kreise herum ein blättriges Ornament. Darüber eine Mitra mit Krümme darin, darunter links «İİ» (wohl zwei grosse «i» mit jeweils einem Pünktchen drauf), rechts «M».“

### Ölmühle
Die Ölmühle wurde erstmals 1578 genannt, wurde später in eine Sägemühle umgebaut, und 1936 gab sie sie einem neuen Sägewerk platz, welches mit einer Francis-Turbine zur Energielieferung ausgestattet ist.

## Klosterkirche
Die 1170 erbaute und im Kern romanisch gebliebene Basilika erhielt zusammen mit den Konvent- und Ökonomiegebäuden um 1714 nach Plänen von
Johann Jakob Herkommer ihr heutiges barockes Aussehen. Die dreischiffige Pfeilerbasilika ist seit 1809 katholische Pfarrkirche St. Peter und Paul.

## Gegenwart
Neben den vielfältigen Nutzungsmöglichkeiten für das örtliche Vereinsleben, dem Klosterinnenhof als Veranstaltungsraum und einer Gastronomie in den Gewölberäumen der früheren Stallungen sind im Klosterkomplex vor allem überregionale Einrichtungen untergebracht:
- eine Schule der Dorf- und Landentwicklung,
- die Außenstelle Schwaben der Abteilung für Vor- und Frühgeschichte des Bayerischen Landesamtes für Denkmalpflege,
- das Bayerische Bauarchiv – eine bislang in der Bundesrepublik einmalige Einrichtung – mit den Werkstätten für Holz, Mineralien und Nassholzkonservierung für eine fachgerechte Fortbildung von in der Denkmalpflege tätigen Handwerkern. Ziel ist ferner die Sammlung und Erforschung historischer Baukonstruktionen und Ausstattungsteile. Der Bezirk Schwaben ist Träger der Einrichtung, das Landesamt für Denkmalpflege stellt das Fachpersonal und
- die Akademie für Handwerkerfortbildung in der Denkmalpflege.

Der Freundeskreis Kloster Thierhaupten entstand mit dem Erwerb des Klosters durch die Gemeinde (Beschluss des Gemeinderates vom 10. Mai 1983) und hat rund 350 Mitglieder. Er wird weiterhin von Fritz Hölzl, den Bürgermeister zum Zeitpunkt des Erwerbs (im Amt 1978 bis 1996), geführt und kümmert sich um die Geschichte und Kultur des Klosters, organisiert Ausstellungen, Führungen und Konzerte.